# Melonie Diaz
Melonie Diaz (Nova Iorque, 25 de abril de 1984) é uma atriz americana, que apareceu em muitos filmes independentes, incluindo quatro exibidos no Festival de Cinema de Sundance em 2008. Ela recebeu indicações ao Independent Spirit Awards por sua atuação nos filmes A Guide to Recognizing Your Saints (2006) e Fruitvale Station (2013). E atualmente atua como  Melanie "Mel" Vera no reboot da série Charmed (2018).